# Baby Boom (film)
Baby Boom – amerykańska komedia z 1987 roku z Diane Keaton w roli głównej.

## Obsada
- Diane Keaton – J.C. Wiatt
- Sam Shepard – dr Jeff Cooper
- Harold Ramis – Steven Buchner
- Sam Wanamaker – Fritz Curtis
- James Spader – Ken Arrenberg
- Pat Hingle – Hughes Larrabee
- Britt Leach – Verne Boone
- Linda Ellerbee – narrator
- Kim Sebastian – Robin
- Mary Gross – Charlotte Elkman

## Nagrody i nominacje
Złote Globy 1987
- Najlepsza komedia/musical (nominacja)
- Najlepsza aktorka w komedii/musicalu – Diane Keaton (nominacja)